# Corrie Schimmel
Cornelia Hendrika Corrie Schimmel (Bussum, Países Bajos, 29 de abril de 1939) es una nadadora, retirada, especializada en pruebas de estilo libre. Fue subcampeona de Europa en 400 metros libres en el año 1958.

## Palmarés internacional
| Campeonato Europeo de Natación | Campeonato Europeo de Natación | Campeonato Europeo de Natación | Campeonato Europeo de Natación |
| Año                            | Lugar                          | Medalla                        | Prueba                         |
| ------------------------------ | ------------------------------ | ------------------------------ | ------------------------------ |
| 1958                           | Budapest (Hungría)             | Medalla de plata               | 400 m libre                    |
| 1958                           | Budapest (Hungría)             | Medalla de oro                 | 4 × 100 m libres               |